# بيت شائع (الطويلة)

تعديل مصدري - تعديل

بيت شائع هي إحدى قرى عزلة القصبة بمديرية الطويلة التابعة لمحافظة المحويت، بلغ تعداد سكانها 166 نسمة حسب تعداد اليمن لعام 2004.